# Коншин, Зиновий Петрович
Зиновий Петрович Коншин (1924—1987) — участник Великой Отечественной войны, полный кавалер ордена Славы.

## Биография
Родился в 1924 году в селе Иткуль (ныне Новосибирская область) в семье крестьянина. Окончил 8 классов средней школы, после чего устроился работать токарем на механический завод в Кемерово.
В августе 1942 года был призван в Красную Армию. В действующей армии с апреля 1943 года. Служил во взводе пешей разведки 227-го гвардейского стрелкового полка 79-й гвардейской стрелковой Запорожской Краснознаменной орденов Суворова и Богдана Хмельницкого дивизии. 22 июля 1944 года вблизи Люблина Зиновий Коншин уничтожил 10 вражеских солдат и взял в плен 3 «языка». 25 августа 1944 года был награждён орденом Славы 3-й степени. 29 марта 1945 года, прикрывая отход разведчиков, помощником командира взвода пешей разведки Кошниным были подавлены 2 вражеские огневые точки. 5 апреля того же года вблизи населённого пункта Подельцича совершил рейд в расположение противника и лично уничтожил трёх солдат, а также взял в плен «языка». 18 мая 1945 года был награждён орденом Славы 2-й степени. 16 апреля вблизи Долгелина (Германия) группа Кошнина ворвалась в траншею противника и уничтожила: 8 вражеских солдат и пулемётный расчёт, также группе удалось взять в плен трёх солдат противника. 11 июня 1945 был награждён орденом Славы 2-й степени (повторно). 19 августа того же года второй орден Славы 2-й степени был заменён на орден 1-й степени.
Демобилизовался в 1945 году. Жил в Кемерово. Работал инструктором в ДОСААФ (Добровольное общество содействия армии, авиации и флоту). Умер 3 ноября 1987 года.

## Награды
- Орден Отечественной войны 1 степени (11 марта 1985)[2];
- Орден Красной Звезды( 16 февраля 1945 г.)[3];
- Орден Славы 1 степени (19 августа 1955 г. — № 3707);
- 2 ордена Славы 2 степени (11 июня 1945 — № 28169 и 18 мая 1945 — перенаграждён в 1955 году)[4][5];
- Орден Славы 3 степени (25 августа 1944 — № 240143)[6];

- Медаль «За отвагу»(24 февраля 1945 г.)
- Медаль «За победу над Германией в Великой Отечественной войне 1941—1945 гг.»,
- Медаль «За взятие Берлина»,
- Медаль «За освобождение Варшавы»,

ряд юбилейных медалей.